# Ryo Odajima
Ryo Odajima (小田島 怜 Odajima Ryo?, nacido el 10 de junio de 1996 en Tokio) es un futbolista japonés que juega como defensa.
En 2019, Odajima se unió al SC Sagamihara de la J3 League.

## Trayectoria

### Clubes
| Club          | País  | Año    |
| ------------- | ----- | ------ |
| SC Sagamihara | Japón | 2019 - |

## Estadística de carrera

### J. League
| Club          | Año   | J. League | J. League | Copa J. League | Copa J. League | Total | Total |
| Club          | Año   | Part.     | Goles     | Part.          | Goles          | Part. | Goles |
| ------------- | ----- | --------- | --------- | -------------- | -------------- | ----- | ----- |
| SC Sagamihara | 2019  | 14        | 0         | -              | -              | 14    | 0     |
| Total         | Total | 14        | 0         | 0              | 0              | 14    | 0     |